# Jägerhorn af Spurila
Jägerhorn af Spurila är en svensk-finländsk adlig ätt med nummer 114 på Sveriges riddarhus och nummer 5 på Finlands riddarhus. Den svenska grenen utslocknade 1877, men ätten fortlever i Finland och i USA. En gren har återflyttat till Sverige och har representationsrätt på Sveriges Riddarhus sedan 1978.
Ätten är av gammalt frälse från Hevonpää i Pemar i Egentliga Finland. Exakt datum för adlande kan ej fastställas. Väpnaren Nils Pedersson i Hevonpää, som nämns 1464 och som för ett upphängt jakthorn i sigillet den 10 mars 1471 har ansetts vara stamfader för ätten. Frälsemannen Nisse Pedersson nämns som mycket sannolik farfar, och väpnaren Peder Nilsson som en sannolik far till Nils Pedersson i Hevonpää. Nisse Pedersson ägde frälsejord i Pemar; han fråndömdes mark i Loppis i samband med Nyköpings recess 1396 (genomförd i Finland 1405) och vidimerade en fastighetsaffär 1399. Peder Nilsson deltog i ett möte mellan frälsemän i Åbo 1439. Spurila herrgård kom i släkten ägo genom att Christer Pedersson gifte sig med Margareta Jönsdotter Spore 1526. 
Genom överste Christer Classon af Spurila blev ätten introducerad vid riddarhusets instiftande i Sverige 1625 under nr 86 bland adelsmän, vilket nummer sedermera ändrades till 114. Namnet Jägerhorn af Spurila dokumenteras först 1634 i Ridderskapets och Adelns protokoll, troligen för att göra skillnad med ätten Jägerhorn af Storby, med liknande vapensköld, som då tog introduktion. Ätten uppflyttades till riddarklassen 1778. Immatrikulation på Finlands riddarhus ägde rum den 12 januari 1820 under nr 5.
I äldre genealogiska verk framställs ätterna Jägerhorn af Storby och de frälsesläkter med samma namn och liknande vapen i Hertonäs invid Helsingfors, varifrån ätten Jägerskiöld har sitt upphov, som utgreningar från ätten Jägerhorn af Spurila, och som stamfader en helt och hållet mytisk person Rötker Ingesson Jägarhorn, som skulle hava levat vid mitten av 1100-talet.
Enligt en fantasifull släktsägen har ätten Jägerhorn af Spurila sina rötter i Finland på 1100-talet då stamfadern skulle ha varit Erik den heliges vapendragare. Denna släktsägen sammanför ätterna Jägerhorn af Storby och Jägerskiöld som utgraningar till ätten Jägerhorn af Spurila. En släkttavla från 1769 anger släktsägnen enligt följande:
| ”                     | Denne Ätt är så gammal at Nobilitations tiden ei med visshet kan utsättas, dock är af Familiens Förfäder för Sanning berättat, at Stamfadren för denne ätt har varit Rötker Ingesson, hvilken Konung Eric IX:de eller den Helige Kallad, tagit til Vapn Dragare för dess ansenliga och vackra växt, samt ovanliga Styrcka och mandom, under högst bemätte Konungs varelse i Finland på 1150-talet, och vid återresan till Sverige tagit honom med Sig. Denne Rötker Ingesson skall år 1160 vid en drabbning emellan de Svenske och Danske anfört en Fännica Ryttare och skall hafva haft ett horn efter den tidens, hvarmed gafs teckn: Enär han anföll de Danske, dref han dem til rygga och förfölgde dem med den häftighet, at han kom alt bakom ryggen Danska Armeen, och under det han förfölgde dem, blåste han victoria i sitt horn, hvaröfver Danska Armeen blef förskräckt, tog til flyckten och lämnade sina Öfvervinnare ansenligit byte, hvaraf Dannemarcks Kyrcka, en half mil ifrån Upsala blef upbygd, och Han blef sedan kallad Jagarhorn [...]. | „ |
| – (Se Danmarks kyrka) | |   |

Jully Ramsay uppger dock i sitt arbete ´Frälsesläkter i Finland intill stora ofreden att inga handlingar finns, som ger stöd för något samband mellan de tre ätterna, ett gemensamt ursprung för ätterna, vilkas gemensamma vapenbild, jägarhornet, burits också av flera andra frälsesläkter i Finland. Ramsay har däremot påvisat en ätteledning från den verklige Rötker Ingesson, underlagman i Finland 1392–1423, till Claes Kristersson Jägerhorn-Jägerskiöld.

## Personer med efternamnet Jägerhorn
Där inte annat angivits, har personerna  varit verksamma i  Finland.
- Carl Fredrik Jägerhorn (1722–1773), militär
- Carl Johan Jägerhorn (1819–1890), ämbetsman
- Carl Magnus Jägerhorn (1730–1782), militär och landshhövding
- Fredrik Adolf Jägerhorn (1760–1817), militär
- Fredrik Anders Jägerhorn (1723–1801), militär och godsägare
- Georg Henrik Jägerhorn (1747–1826), militär och författare, bosatt i Sverige
- Johan Anders Jägerhorn (1757–1825), militär och politiker
- Reinhold Johan Jägerhorn (1716–1790), militär, godsägare och politiker
- Robert Jägerhorn (född 1965), skådespelare och trollkonstnär